# Erskine H. Childers

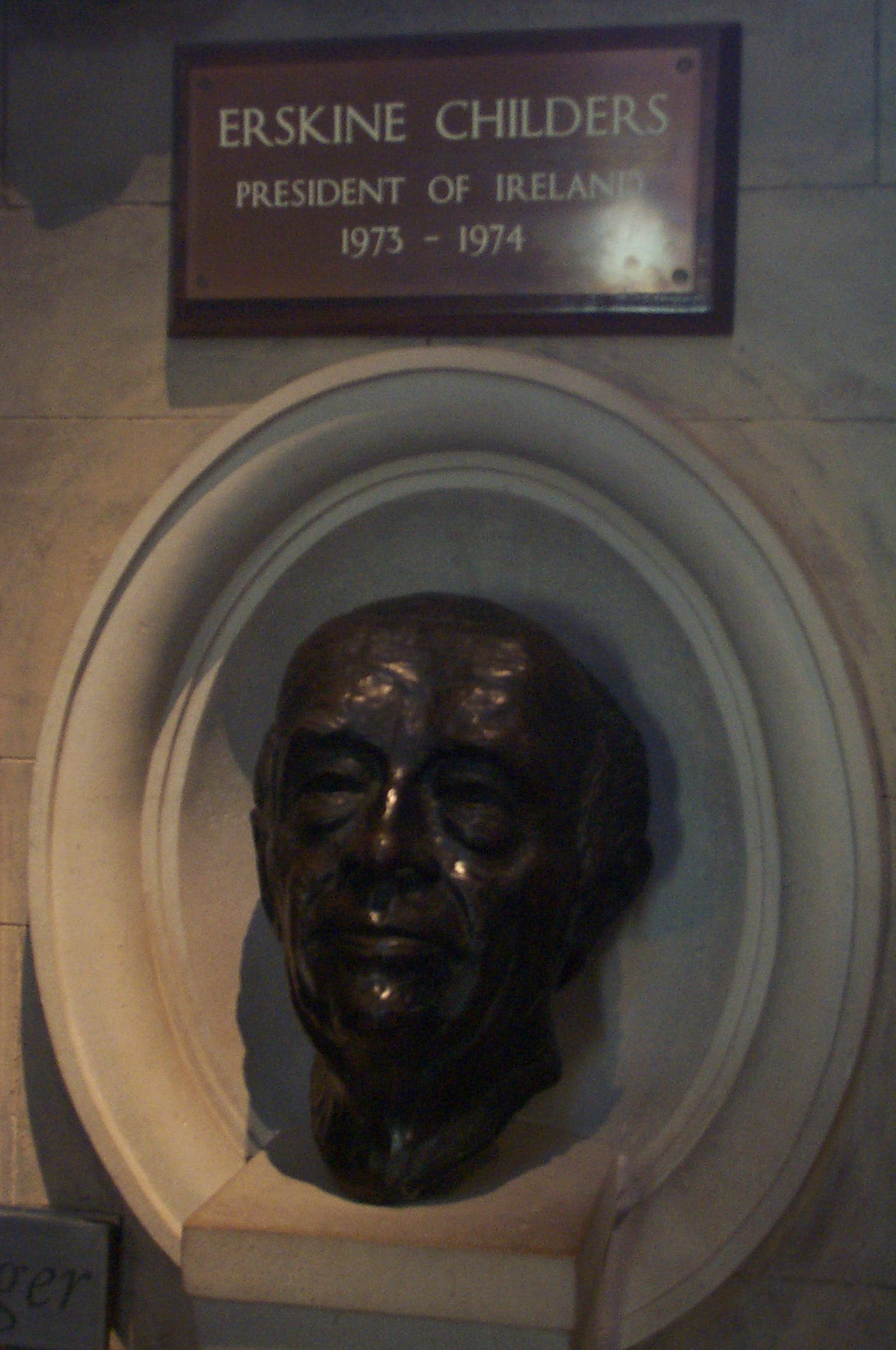

Erskine Hamilton Childers (Londen, 11 december 1905 - Dublin, 17 november 1974) was president van de Republiek Ierland, van 1973 tot 1974.  Hij was een zoon van Robert Erskine Childers.  Hij was lid van het Ierse parlement van 1938 tot 1973.

## Leven
Erskine H. Childers werd geboren in Londen, als zoon in een protestantse Ierse familie.  Zijn vader, de schrijver Robert Erskine Childers (die ook kortweg bekendstaat als Erskine Childers) was ook geboren in Engeland maar had Ierse ouders.  Zijn moeder Mary Alden Childers kwam uit Boston, maar had ook Ierse voorouders.  Zijn vader en moeder besloten omstreeks 1920 naar Ierland te verhuizen en werden daar uitgesproken voorstanders van de onafhankelijkheid van Ierland.

## Politieke loopbaan
Childers werd lid van de politieke partij Fianna Fáil.
Hij was lid (TD) van het Ierse Parlement (DE) van 1938 tot 1973.
Tussen 1951 en 1973 vervulde hij verscheidene ministersposten in de Ierse regering.
Op 30 mei 1973 werd Childers gekozen tot president van de Republiek Ierland, hij fungeerde vanaf 25 juni 1973 als president tot zijn onverwachte dood op 17 november 1974.
- Bibliothèque nationale de France: cb12003130c (data)
- Gemeinsame Normdatei: 135721873
- International Standard Name Identifier: 0000 0000 2427 0380
- Library of Congress Control Number: n86002926
- Nationale Bibliotheek van Israël: 987007451966205171
- Nederlandse Thesaurus van Auteursnamen: 151142149
- SNAC: w6p56ddc
- Système universitaire de documentation: 028136985
- Virtual International Authority File: 15994891
- WorldCat: E39PBJjXkdqDKGdYRrb9wYrH4q